# Karl Holub

Porträt Holubs

Karl Holub (tschechisch Karel Holub, * 26. Januar 1830 in Stradonitz; † 23. März 1903 in Steyr) war ein österreichischer Waffentechniker böhmischer Herkunft.

## Leben

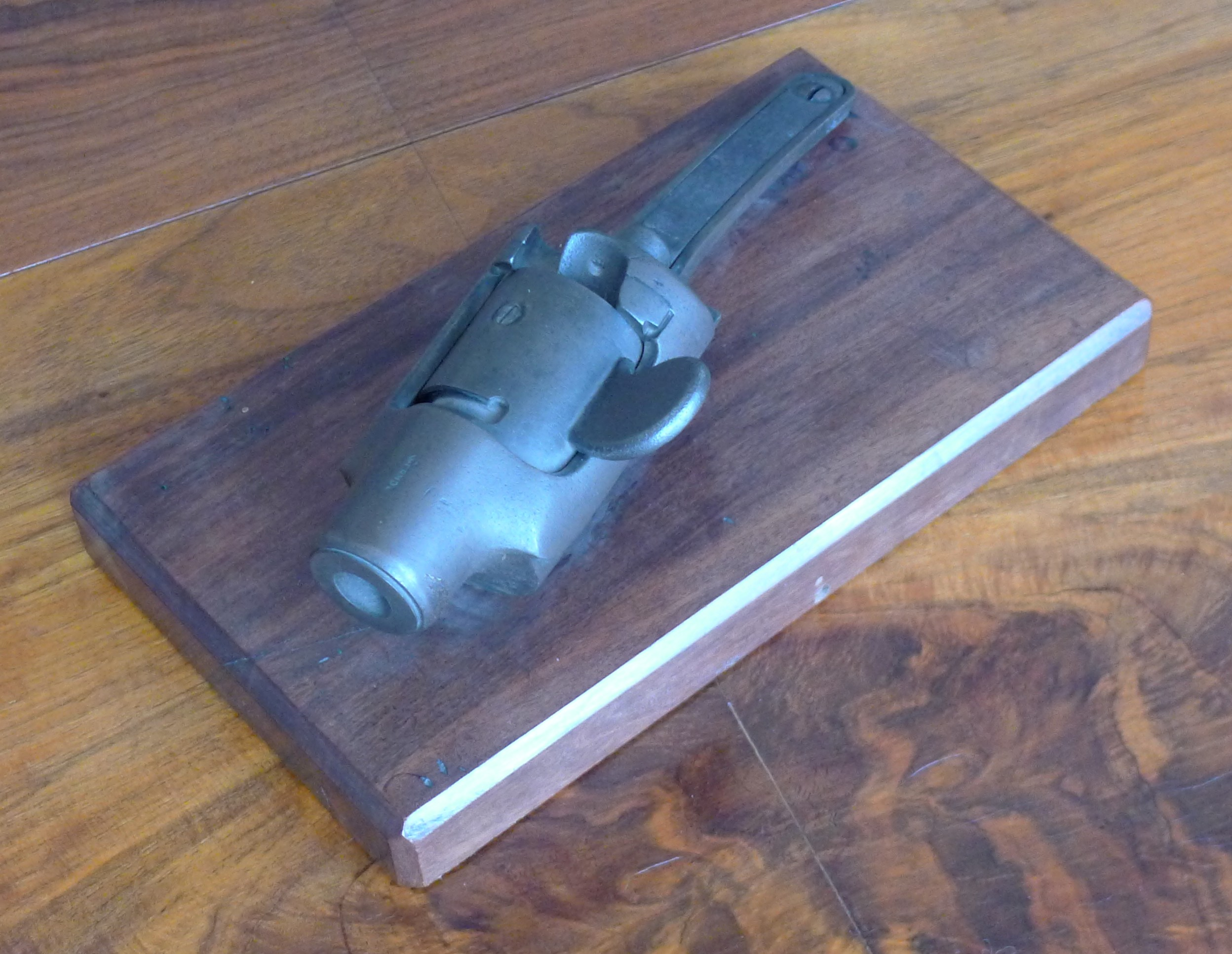
Tabernakelverschluss geschlossen

Nach Ausbildung als Waffenmeister und Militärdienst im Arsenal Wien trat er 1857 in die Josef Werndls Maschinenwerke in Steyr ein, wo er 1861 Werkmeister wurde und erste Hinterladergewehre entwickelte. Nach ausgedehnten Studienreise zu Waffenfabriken in den USA entwickelte Holub 1866 einen bahnbrechenden Verschluss, den sogenannten „Tabernakelverschluss“ der deutlich schnelleres Nachladen ermöglichte. Das Gewehr wurde bald als „Werndlgewehr“ von der k.u.k. Armee eingesetzt und war bis zum Ende des Zweiten Weltkriegs in Verwendung. Obwohl der Ruhm für die Entwicklung Werndl zufiel, machte dieser Holub zum technischen Direktor der Österreichischen Waffenfabriks AG und ließ ihn großzügig an Einkünften und Patentrechten teilhaben. 1874 wurde Holub mit dem Ritterkreuz des Franz-Joseph-Ordens ausgezeichnet, eine Dekoration, die sonst nur Offizieren zustand.
Karl Holub liegt in einer Gruft am Taborfriedhof in Steyr begraben.

## Andenken
Die Karl-Holub-Straße in Steyr führt von der Ennser Straße nach Taschlried.

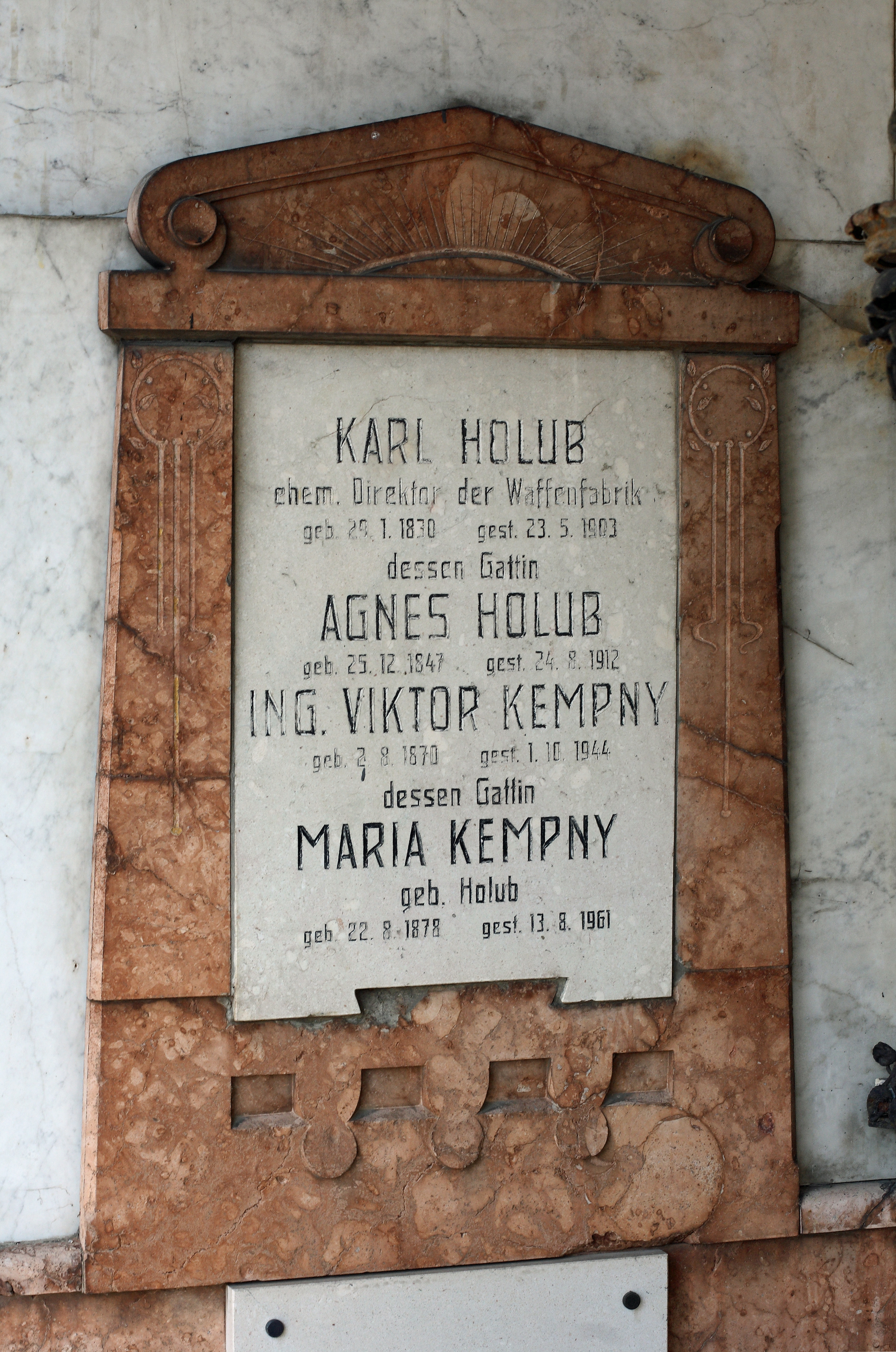
Grabtafel am Taborfriedhof
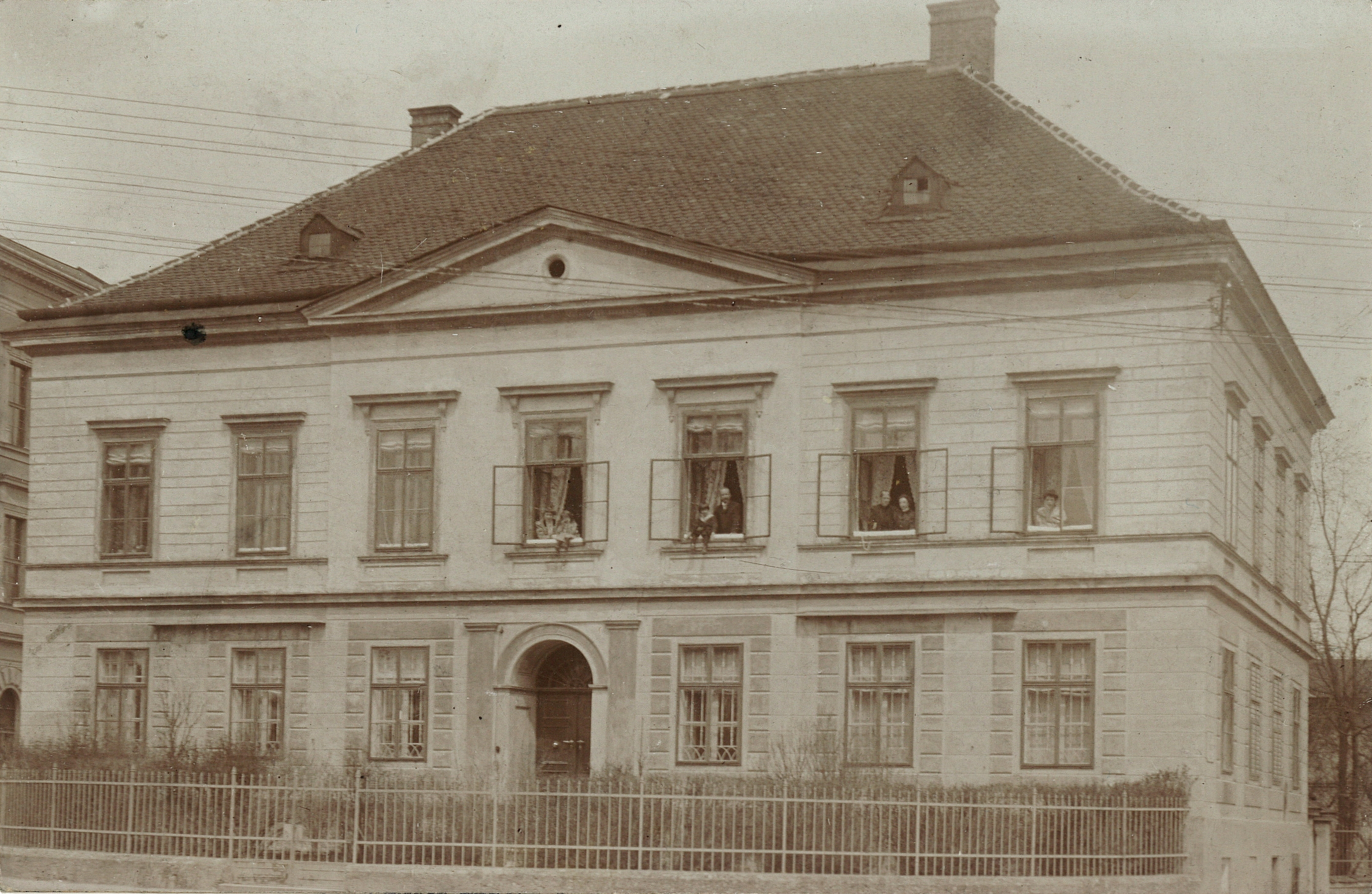
Wohnhaus in Steyr, ehemals Pfarrplatz 2 (um 1900)
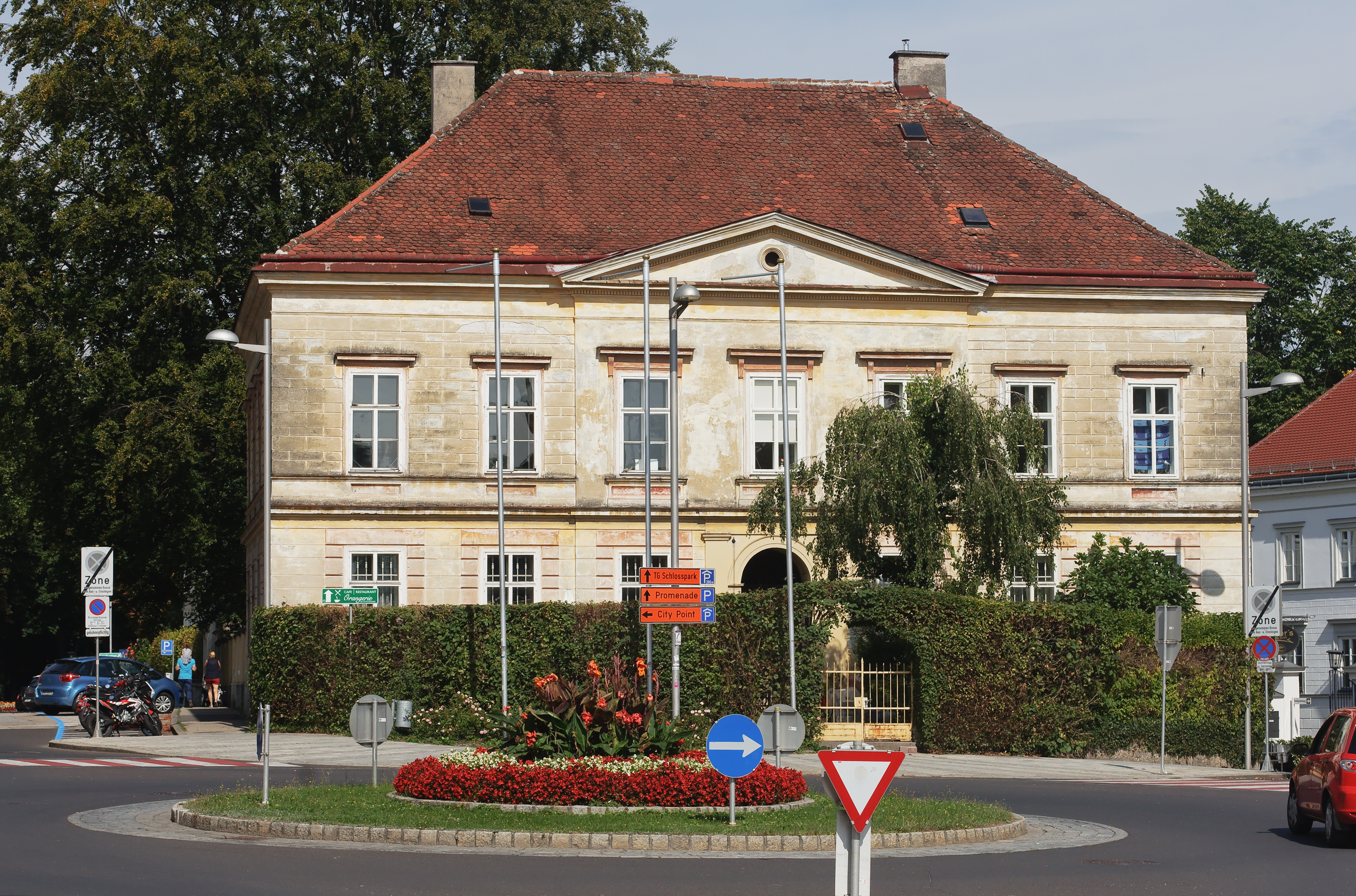
Wohnhaus in Steyr, Brucknerplatz 3. Ansicht von 2016
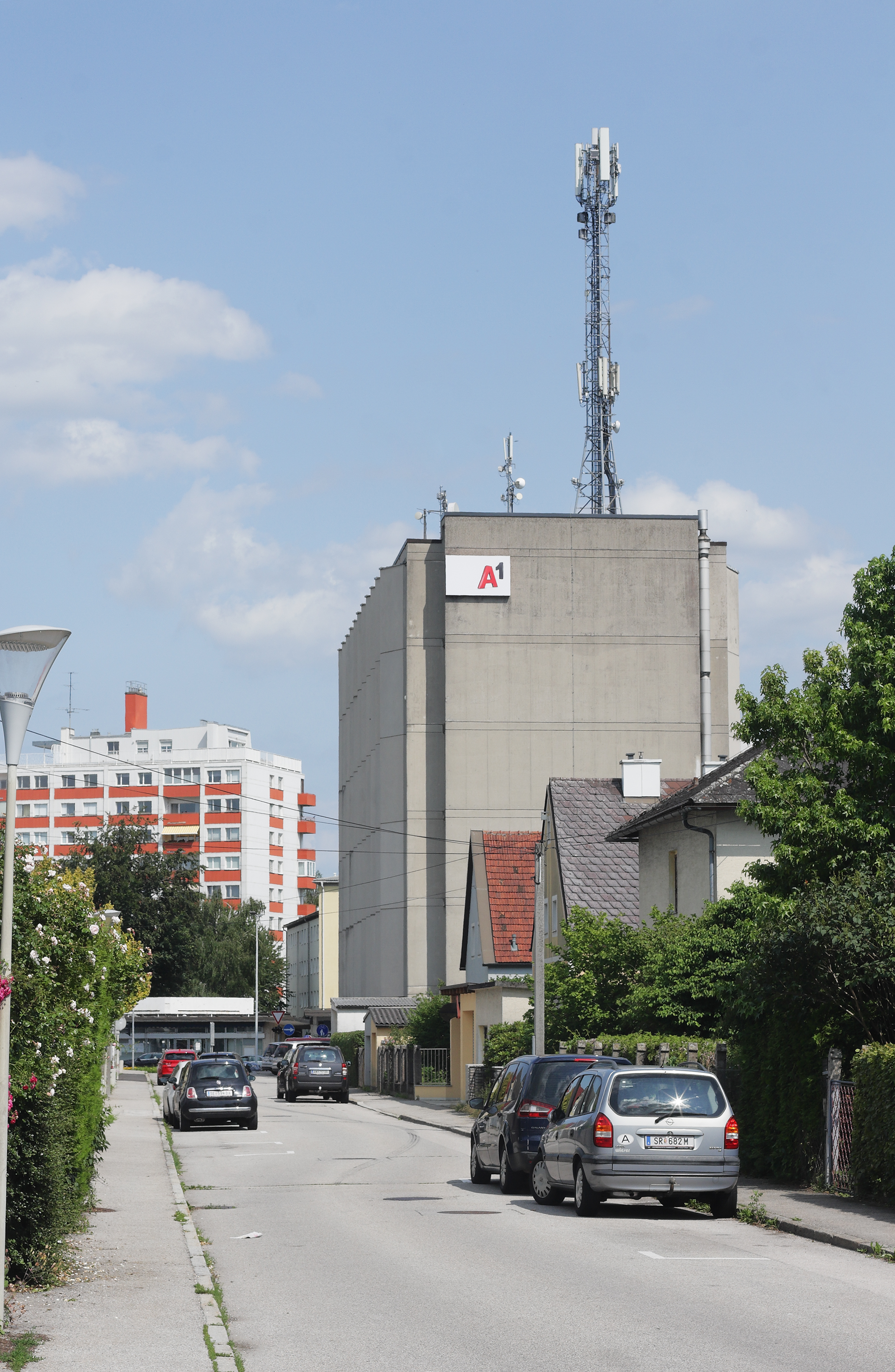
Karl-Holub-Straße mit Blickrichtung Ennser Straße